# Ниеми, Маса
Ма́са Ни́еми (настоящее имя Ма́ртти Ни́еми, фин. Masa Niemi, Martti Niemi; 20 июля 1914, Выборг, Великое княжество Финляндское — 3 мая 1960, Тампере, Финляндия) — финский актёр, музыкант и юморист.

## Биография
Родился в многодетной семье в Выборге в 1914 году. Впервые снялся в кино в 1945 году, сыграв малую роль в фильме «Тайна летней ночи». Однако позже, в 1950-е, ему принесло большую известность участие в цикле фильмов «Пекка Пуупяя» (вместе с Эсой Пакариненом и Сиири Ангеркоски), а также в фильмах «Летающий калакукко» (также с Эсой Пакариненом) и «Мы ещё вернёмся» (с Тапио Раутаваара, Аннели Саули, Сиири Ангеркоски и Аку Корхоненом). Благодаря участию в этих и других фильмах, он пользовался очень большой популярностью среди финской молодёжи 1950-х годов, несмотря на непрезентабельную внешность и невысокий рост (всего 152 см).
Начиная с конца 1950-х, Маса Ниеми начал злоупотреблять алкоголем, что вскоре сделало невозможными его дальнейшие съёмки в кино. 
3 мая 1960 года покончил жизнь самоубийством, приняв яд.

## Фильмография
- «Тайна летней ночи» (1945)
- «Pontevat pommaripojat» (1949)
- «Четыре шкипера» (1952)
- «Летающий калакукко» / Lentävä kalakukko (1953)
- «Пекка Пуупяя» (1953)
- «Мы ещё вернёмся» (1953)
- «Пекка Пуупяя на летних каникулах» (1953)
- «Hei, rillumarei!» (1954)
- «Пекка и Пяткя по следам снежного человека» (1954)
- «Волшебная ночь» (1954)
- «Майор с большой дороги» (1954)
- «Pekka ja Pätkä puistotäteinä» (1955)
- «Kiinni on ja pysyy eli Pekan ja Pätkän uudet seikkailut» (1955)
- «Pekka ja Pätkä pahassa pulassa» (1955)
- «Pekka ja Pätkä ketjukolarissa» (1957)
- «Pekka ja Pätkä salapoliiseina» (1957)
- «Pekka ja Pätkä sammakkomiehinä» (1957)
- «Herra sotaministeri» (1957)
- «Пекка и Пяткя в Суэце» (1958)
- «Pekka ja Pätkä miljonääreinä» (1958)
- «Äidittömät» (1958)
- «Перекрёсток двух лыжней» (1958)
- «Ei ruumiita makuuhuoneeseen» (1959)
- «Yks' tavallinen Virtanen» (1959)
- «Pekka ja Pätkä mestarimaalareina» (1959)
- «Isaskar Keturin ihmeelliset seikkailut» (1960)
- «Pekka ja Pätkä neekereinä» (1960)
- «Kaks' tavallista Lahtista» (1960)